# Казерта (провинция)
Казерта (на италиански: Provincia di Caserta) е провинция в Италия, в региона Кампания.
Площта ѝ е 2693 км², а населението — около 900 000 души (2007). Провинцията включва 104 общини, административен център е град Казерта.

## Административно деление
Провинцията се състои от 104 общини:
- Казерта
- Аверса
- Айлано
- Алвиняно
- Алифе
- Ариенцо
- Бая и Латина
- Белона
- Вайрано Патенора
- Вале Агрикола
- Вале ди Мадалони
- Вила ди Бриано
- Вила Литерно
- Витулацио
- Гало Матезе
- Галучо
- Грацанизе
- Гричиняно ди Аверса
- Джано Ветусто
- Джоя Санитика
- Драгони
- Казаджове
- Казал ди Принчипе
- Казалуче
- Казапезена
- Казапула
- Калви Ризорта
- Камиляно
- Канчело и Арноне
- Каподризе
- Каприати а Волтурно
- Капуа
- Каринаро
- Каринола
- Кастел Волтурно
- Кастел ди Сасо
- Кастел Кампаняно
- Кастел Мороне
- Кастело дел Матезе
- Каянело
- Каяцо
- Конка дела Кампания
- Курти
- Летино
- Либери
- Лушано
- Мадалони
- Марцано Апио
- Марчанизе
- Мачерата Кампания
- Миняно Монте Лунго
- Мондрагоне
- Орта ди Атела
- Парете
- Пасторано
- Пиана ди Монте Верна
- Пиедимонте Матезе
- Пиетравайрано
- Пиетрамелара
- Пинятаро Маджоре
- Понтелатоне
- Портико ди Казерта
- Прата Санита
- Пратела
- Презенцано
- Рависканина
- Рекале
- Риардо
- Рока д'Евандро
- Рокамонфина
- Рокаромана
- Рокета и Кроче
- Рувиано
- Сан Грегорио Матезе
- Сан Марко Еванджелиста
- Сан Марчелино
- Сан Никола ла Страда
- Сан Пиетро Инфине
- Сан Потито Санитико
- Сан Приско
- Сан Тамаро
- Сан Феличе а Канчело
- Сан Чиприано д'Аверса
- Сант'Анджело д'Алифе
- Сант'Арпино
- Санта Мария а Вико
- Санта Мария Капуа Ветере
- Санта Мария ла Фоса
- Сеса Аурунка
- Спаранизе
- Сучиво
- Теано
- Теверола
- Тора и Пичили
- Трентола-Дучента
- Фалчано дел Масико
- Фонтегрека
- Формикола
- Франколизе
- Фриняно
- Чеза
- Челоле
- Червино
- Чорлано